# Wiska
Anastasiya Pavlovna Hagen (Gómel, República Soviética de Bielorrusia; 17 de octubre de 1985), más conocida por su nombre artístico Wiska, es una actriz pornográfica y modelo erótica ucraniana de origen bielorruso. Ganó notoriedad en 2012 cuando huyó de su país y solicitó asilo político en la República Checa por motivo de su actividad profesional.

## Biografía
Aunque Anastasiya Pavlovna Gryshai (en ruso Анастасия Павловна Гришай) nació en octubre de 1985 en la ciudad bielorrusa de Gomel, creció en la ciudad ucraniana de Feodosia, en la región de Crimea. Fue aquí donde llegará a conocer a su esposo, Olekandr. En 2003, Oleksandr fue declarado culpable y encarcelado durante 8 años por el incendio de un vehículo. La pareja afirma que el encarcelamiento fue el resultado de una disputa comercial y la razón de la falta de necesidad de la carrera porno de Anastasiya.
Derivado de este asunto, Anastasiya afirmaría que su primer escenario como actriz tuvo lugar en Rusia en el año 2004, donde le pagaron 500 dólares estadounidenses por semana, algo más que superior al sueldo que podía conseguir en ese momento en Ucrania. Anastasiya, que ganaría su fama gracias a su apodo como actriz de Wiska, debutaría como actriz pornográfica a los 19 años, llegando a trabajar con actores de la industria como Rocco Siffredi. Llegaría a protagonizar una serie de películas pornográficas de seis películas titulada Wiska's Perversions y trabajaría para estudios tanto estadounidenses como europeos, destacando Evil Angel, Swank, Devil's Film, New Sensations, Sineplex o Pure Play Media entre otros.
Alrededor de 2007, la identidad de Wiska se reveló en Ucrania después de una entrevista familiar para uno de los tabloides locales, lo que atrajo el interés periodístico y la lanzó como una celebridad nacional posando para los principales medios de comunicación.
En 2010, las autoridades ucranianas comenzaron a investigar a la familia de Anastasiya, alegándose motivos legales de abuso infantil (incluido un examen forense de sus hijos por posible agresión sexual) y la producción y distribución de pornografía (ilegal en Ucrania desde 2009). Su persecución fue iniciada por Leonid Hrach, político ucraniano en calidad de representante de la región de Crimea. Anastasiya dejó la zona con su familia y buscó refugio en Kiev, donde recibió el apoyo del grupo Femen.
En diciembre de 2012, Anastasiya y su familia decidieron mudarse a la Unión Europea, eligiendo como destino la República Checa, donde solicitaron asilo. Dicha petición se les fue denegada a lo largo de 2013, si bien decidieron continuar viviendo aquí, donde en 2013 lograron la residencia legal.
Formalmente, Wiska dejó la parcela de actriz pornográfica en 2015, después de este episodio, habiendo aparecido en un total de 187 películas.